# Pamela Voorhees
Pamela Sue Voorhees er en fiktiv figur i filmserien Fredag den 13. Hun er en tidligere lejrskolekok og mor til den fiktive seriemorder Jason Voorhees, hovedpersonen i Fredag den 13.-filmserien.
I den oprindelige Fredag den 13.-film kaldes karakteren simpelthen bare Mrs Voorhees. Hendes fornavn bliver ikke afsløret før Fredag den 13. - Del IV: Sidste kapitel. 
Denne rolle blev spillet af Betsy Palmer i de to første film.

## Livshistorie
Pamela Voorhees blev født i 1930 (afsløret i Fredag den 13. - Del IV: Sidste kapitel). I en alder af 15 blev Pamela gravid med Elias Voorhees, og 13. juni 1946, som 16-årig fødte hun en dreng med vand i hovedet, som hun kaldte Jason, som vist i Fredag den 13., del 9. På grund af hans deformitet sendte Pamela aldrig Jason i skole, og Pamela var meget overbeskyttende over for Jason.
Nogle tror fejlagtigt, at det var hendes søn, Jason, der har foretaget alle mord i enhver fredag den 13. film, men i virkeligheden var det fru Voorhees, der foretog de første ni mord. Motivet for drabene kunne beskrives som hævn for hendes søns død. På trods af hans deformitet elskede hun ham ømt.
Fru Voorhees arbejdede som kok på sommerlejren, Camp Crystal Lake den skæbnesvangre dag i sommeren 1957, hvor Jason angiveligt druknede i Lake Crystal Lake. Hun beskyldte lejrlederne for hans død, da nogle af dem havde sex i stedet for overvåge de unge. Et år efter hændelsen dræbte hun to af lejrens ledere. Dette førte til, at lejren blev lukket. Der var flere forgæves forsøg på at genåbne lejren. I 1979 gjorde Steve Christie et sidste forsøg på at åbne lejren igen. Det endte med at Mrs. Voorhees om natten myrdede flere lejrledere, herunder Steve Christy. Kun en person overlevede, en ung pige. Fru Voorhees forsøgte derefter at lokke pigen ved at spille en sød gammel dame, men hendes virkelige jeg brød igennem, da hun begyndte at tale om Jason og sorgen efter hans søns død. Hun blev pludselig fuldstændig gal og beskyldte pigen for at være ansvarlig for sin søns død og begyndte at angribe hende. Pigen flygter fra lejrområdet og i sidste ende bliver hun nødt til at forsvare sig ved af hjælp Mrs. Voorhees' Bowiekniv, og hun hugger hovedet af hende. To måneder senere hævner Jason sin mors død ved at opsøge pigen og dræbe hende. 